# Michel Beausoleil
Pour les articles homonymes, voir Beausoleil.
Michel Beausoleil (né le 19 juillet 1980 à Montréal, dans la province de Québec au Canada) est un joueur canadien de hockey sur glace.

## Carrière de joueur
À la suite de sa carrière dans la Ligue de hockey junior majeur du Québec avec les Saguenéens de Chicoutimi et les Castors de Sherbrooke, il commence sa carrière professionnelle en 2001-2002, alors qu'il évolue avec le Mission de Joliette de la Ligue de hockey semi-professionnelle du Québec et le Speed de Knoxville de la United Hockey League.
Après un match avec le Mission de Saint-Jean, il passe deux saisons dans l'uniforme des Beacons de Port Huron.
Après un court passage avec le Mission de Sorel-Tracy de la Ligue nord-américaine de hockey, il passe trois saisons avec les Blazers d'Oklahoma City de la Ligue centrale de hockey.
Il évolue ensuite avec les Generals de Flint de la nouvelle Ligue internationale de hockey, puis avec les Oilers de Tulsa et les Lumberjacks de Muskegon.
Depuis l'automne 2010, il est de retour avec les Oilers de Tulsa.

## Statistiques
| Saison    | Équipe                   | Ligue |    | Saison régulière | Saison régulière | Saison régulière | Saison régulière | Saison régulière |   | Séries éliminatoires | Séries éliminatoires | Séries éliminatoires | Séries éliminatoires | Séries éliminatoires |
| Saison    | Équipe                   | Ligue | PJ | B                | A                | Pts              | Pun              | PJ               | B | A                    | Pts                  | Pun                  |                      |                      |
| 1997-1998 | Saguenéens de Chicoutimi | LHJMQ | 68 | 12               | 13               | 25               | 35               | 4                | 0 | 0                    | 0                    | 29                   |                      |                      |
| 1998-1999 | Castors de Sherbrooke    | LHJMQ | 6  | 1                | 0                | 1                | 10               | -                | - | -                    | -                    | -                    |                      |                      |
| 1999-2000 | Castors de Sherbrooke    | LHJMQ | 58 | 21               | 27               | 48               | 48               | 5                | 2 | 2                    | 4                    | 12                   |                      |                      |
| 2000-2001 | Castors de Sherbrooke    | LHJMQ | 1  | 0                | 0                | 0                | 0                | -                | - | -                    | -                    | -                    |                      |                      |
| 2001-2002 | Mission de Joliette      | LHSPQ | 2  | 0                | 0                | 0                | 0                | -                | - | -                    | -                    | -                    |                      |                      |
| 2001-2002 | Speed de Knoxville       | UHL   | 4  | 0                | 0                | 0                | 4                | -                | - | -                    | -                    | -                    |                      |                      |
| 2002-2003 | Mission de Saint-Jean    | LHSPQ | 1  | 0                | 1                | 1                | 0                | -                | - | -                    | -                    | -                    |                      |                      |
| 2002-2003 | Beacons de Port Huron    | UHL   | 76 | 22               | 29               | 51               | 100              | 3                | 0 | 0                    | 0                    | 8                    |                      |                      |
| 2003-2004 | Beacons de Port Huron    | UHL   | 76 | 37               | 49               | 86               | 122              | 9                | 2 | 2                    | 4                    | 20                   |                      |                      |
| 2004-2005 | Mission de Sorel-Tracy   | LNAH  | 3  | 0                | 2                | 2                | 6                | -                | - | -                    | -                    | -                    |                      |                      |
| 2004-2005 | Blazers d'Oklahoma City  | LCH   | 60 | 45               | 24               | 69               | 111              | -                | - | -                    | -                    | -                    |                      |                      |
| 2005-2006 | Blazers d'Oklahoma City  | LCH   | 64 | 40               | 40               | 80               | 110              | 7                | 0 | 5                    | 5                    | 25                   |                      |                      |
| 2006-2007 | Blazers d'Oklahoma City  | LCH   | 54 | 19               | 21               | 40               | 71               | 14               | 2 | 2                    | 4                    | 18                   |                      |                      |
| 2007-2008 | Generals de Flint        | LIH   | 76 | 36               | 46               | 82               | 113              | 4                | 1 | 2                    | 3                    | 4                    |                      |                      |
| 2008-2009 | Oilers de Tulsa          | LCH   | 63 | 19               | 42               | 61               | 96               | -                | - | -                    | -                    | -                    |                      |                      |
| 2009-2010 | Oilers de Tulsa          | LCH   | 20 | 7                | 10               | 17               | 27               | -                | - | -                    | -                    | -                    |                      |                      |
| 2009-2010 | Lumberjacks de Muskegon  | LIH   | 43 | 23               | 19               | 42               | 45               | 7                | 3 | 2                    | 5                    | 19                   |                      |                      |
| 2010-2011 | Oilers de Tulsa          | LCH   | 61 | 25               | 28               | 53               | 75               | 10               | 6 | 3                    | 9                    | 20                   |                      |                      |
| 2011-2012 | Oilers de Tulsa          | LCH   | 64 | 20               | 28               | 48               | 85               | -                | - | -                    | -                    | -                    |                      |                      |
| 2012-2013 | Oilers de Tulsa          | LCH   | 63 | 20               | 20               | 40               | 72               | -                | - | -                    | -                    | -                    |                      |                      |
| 2013-2014 | Oilers de Tulsa          | LCH   | 66 | 31               | 37               | 68               | 74               | 4                | 1 | 0                    | 1                    | 4                    |                      |                      |